# Phlobaphene

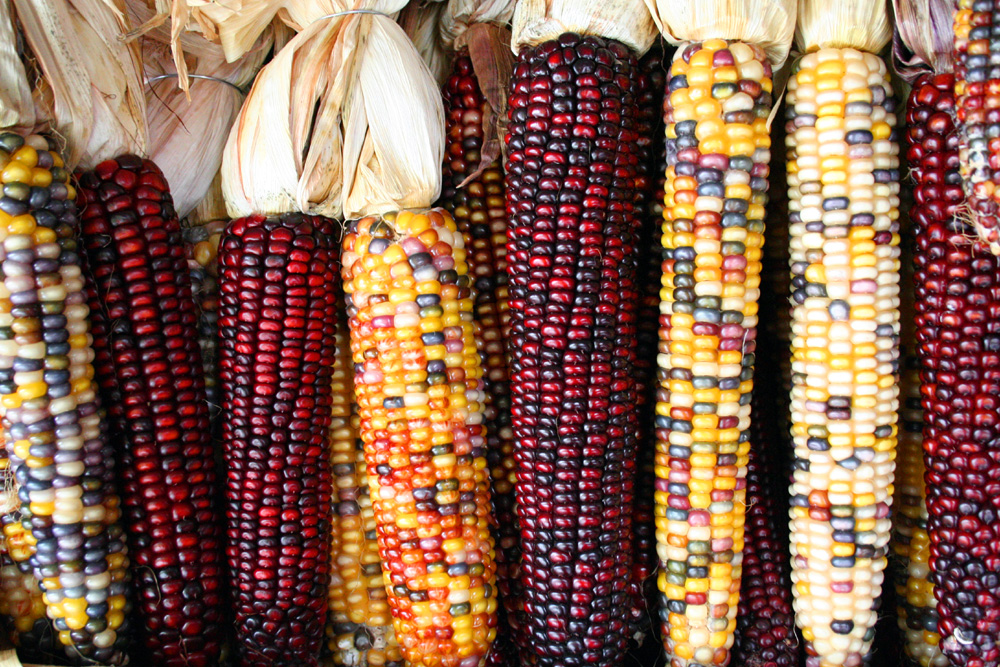
Phlobaphene sind verantwortlich für die Rotfärbung bei einigen Maissorten.

Phlobaphene (abgeleitet von altgriechisch φλοιός phloiós ‚innere Rinde‘ und βαφή baphḗ ‚Farbstoff‘) oder Gerbstoffrote sind eine Gruppe von sekundären Pflanzenstoffen, die zur Gruppe der Gerbstoffe gehören.
Sie sind chemisch recht wenig definiert. Sie entstehen aus Flavanolen oder aus oligomeren Proanthocyanidinen, ihre Vorläufer sind demnach Flavonoide. Sie bilden sich beim Trocknen von Drogen. Ihre Farbe ist häufig rot, geht aber bis ins Braunschwarz. Sie sind hochmolekulare Polymere. Ihre Bildung wird durch oxidierende Enzyme beschleunigt.
Phlobaphene wirken nicht adstringierend.
Sie bewirken die Rotfärbung einiger pflanzlicher Drogen, etwa bei der Ratanhiawurzel, Tormentillwurzel, Zimtrinde, Gewürznelke oder von Colasamen.
Für Phlobaphene wurde die CAS-Nummer 71663-19-9 vergeben.